# Лохендио, Хосе Мария
Хосе́ Мари́я Лохе́ндио Иру́ре (исп. José María Lojendio Irure, баск. Jose Maria Lojendio Irure; 18 октября 1910, Сан-Себастьян — 28 декабря 1978, там же) — писатель, юрист и сторонник баскского языка. Председатель Эускальцайндии с 1964 по 1966 год.
Председатель суда над несовершеннолетними в Сан-Себастьяне, он выступал на многих католических пропагандистских акциях во время Второй Испанской Республики. Основатель ассоциации под названием «Agrupación de Escritores Vascos de San Luis», в которой он занимался баскской культурой и баскским управлением.
Он публиковал статьи о праве и баскской культуре в журналах Junior, Gure Mutillak, El Pueblo Vasco, Argia, Euskera, Egan и Arantzazu.

## Труды
Это список книг, написанных Лохендио:
- Agustín de Iturbe y Aramburu, primer emperador de Méjico (1956)
- Lengua y literatura vascas (1956)
- Mogel (1956)
- Modificaciones del Código Civil y de la Ley de Enjuiciamiento Civil, según Leyes de 24 de abril de 1956 (1958)
- Naturaleza jurídica de la unión de Guipúzcoa y Castilla (1958)